# Герб Мори (Евора)
Ге́рб Мо́ри — офіційний символ містечка Мора (Евора), Португалія. Використовується як територіальний герб. У срібному щиті три зелені пшеничні колоски, перев'язані в основі червоною стрічкою. У чорній облямівці вісім золотих бджіл. Щит увінчує срібна мурована містечкова корона з чотирма вежами.  Під щитом біла стрічка, на якій великими літерами напис португальською: «vila de Mora» (містечко Мора).  Офіційно затверджений 18 листопада 1935 року.  

## Галерея

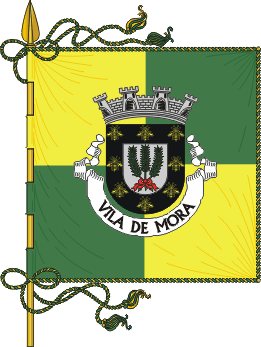
Прапор